# Martin Kalischnig
Martin Kalischnig (* 8. Juni 1986 in Rum) ist ein ehemaliger österreichischer Handballspieler.

## Karriere
Der gebürtige Tiroler ist seit einigen Jahren in der Handball Liga Austria bei unterschiedlichen Vereinen tätig. Mit HIT Innsbruck konnte er in den Saisonen 2008/09 sowie 2009/10 im EHF Challenge Cup und 2012/13 im EHF-Cup internationale Erfahrung sammeln. National war mit den Tirolern 2012 der Vize-Staatsmeister der größte Erfolg, den er erreichen konnte. An den Finalspielen nahm er jedoch durch einen Jochbeinbruch, den er sich im Halbfinale gegen Krems zugezogen hatte, nicht teil. Mit der Saison 2013/14 unterzeichnete der Torwart einen Zweijahresvertrag bis Ende 2015 beim Ligakonkurrenten Alpla HC Hard. Mit den Hardern konnte er sich in der ersten Saison bereits seine ersten Titel sichern, man bezwang sowohl im Finale des ÖHB-Cups als auch im Finalspiel der HLA den Handballclub Fivers Margareten und holte damit das Double. Nach nur einem Jahr in Vorarlberg wechselte der 1, 87 Meter große Torwart frühzeitig wieder zurück zu seinem Stammverein um diesen in der Handball Bundesliga Austria zu unterstützen. Nachdem sich Golub Doknić im September 2015 einen Muskelfaserriss im Unterarm zuzog und dadurch länger ausfiel, wurde Kalischnig erneut von den Vorarlbergern unter Vertrag genommen. Nach der Saison 2015/16 beendete er seine Karriere endgültig.

## Erfolge
- 1× Österreichischer Meister (mit dem HC Hard)
- 1× Österreichischer Pokalsieger (mit dem HC Hard)